# شيرين عودة
شيرين عودة فنانة بصرية، ولدت بعمان في الأردن عام 1970

## السيرة الذاتية
ولدت بعمان وتخرجت من المعهد العالى للفنون الجميلة هناك عام 1992. وتابعت دراستها في المتحف الوطنى الأردني للفنون الجميلة ورشة الطباعة، والأكاديمية الصيفية لدائرة الفنون، درست هناك الفن والطباعة.وعملت مع عدد من الفنانين أمثال خالد خرايس، وناديم كوفى، ومحمد عوبيدى، ولين ألين.
بدءت عودة بعد تخرجها بعرض أعمالها في المعارض، وقالت إنها في السنوات الأولى من عملها أكتفت بالتصوير كوسيط فنى، ولكن لاحقًا بدءت في استخدام وسائط متعددة كالفيديو والفوتوغرافيا.
تعد عودة من المدافعين عن حقوق المرأة وقضايا المساواة، وترى أن ذلك يُمكنهُن من بلوغ ذُروة إبداعهم. وكثيرًا ما تُعبر عن تلك القضايا من خلال أعمالها الفنية.
تستخدم عودة في أعمالها خامات متنوعة كـ الاكريليك، والتصوير الفوتوغرافى، وفن الفيديو. وهي تفضل الأحمر والأسود والأبيض في أعمالها الفنية.
شاركت في مجموعة من المعارض الجماعية في ألمانيا والبحرين ولبنان والجزائر ومصر والأردن، وذلك بالإضافة إلى إقامتها لعشر معارض فردية خاصة
في معرضها الخاص العاشر (الأحلام تعطى أملًا) عرضت لوحات مصنعه بأسلوب الكولاج، وفي مجلة وول استريت العالمية وصفت روان العدوان أعمال عودة بأنها (تتميز ببساطتها في وضع الألوان على اللوحة دون خلطها، وتتلاعب بالمنظور من خلال الخطوط الطولية والمتقاطعة)
وقد تأثرت عودة بمجموعة من الفنانين أمثال خوان ميرو، وبابلو بيكاسو، وجاكسون بلوك، فرانز كلين، وأندى وارهول، ومجموعة من الفنانين العرب المعاصرين.
شرين عودة تعمل وتعيش بـ عمان.